# Seladerma simplex
Seladerma simplex är en stekelart som först beskrevs av Thomson 1876.  Seladerma simplex ingår i släktet Seladerma och familjen puppglanssteklar. Arten är reproducerande i Sverige. Inga underarter finns listade i Catalogue of Life.